# Verband der Antiquare Österreichs
Der Verband der Antiquare Österreichs (VAÖ) ist ein 1949 gegründeter Wirtschaftsverband des Buchhandels mit Sitz in Wien.

## Geschichte
Der Verband wurde als Vereinigung der Antiquare Österreichs gegründet und nahm 1959 den heutigen Namen an. Derzeit (Stand 2014) sind ihm 37 Antiquariate angeschlossen, die mit antiquarischen Büchern, Zeitschriften, Grafiken, Autographen, Manuskripten und Musikalien sowie Rara handeln. Sein Sitz ist im Palais Fürstenberg in der Wiener Innenstadt.
Veröffentlichungsorgan ist seit 1950 der Anzeiger des Verbandes der Antiquare Österreichs.

## Code of Ethics
Die Mitglieder des Verbandes der Antiquare Österreichs verpflichten sich freiwillig zu professionellem und seriösem Handel nach den Richtlinien des Code of Ethics. Sie garantieren unter anderem die Echtheit ihrer Waren, eine angemessene Preisgestaltung und die genaue Beschreibung der angebotenen Objekte.

## Vorsitzende
Seit der Gründung des Verbandes der Antiquare Österreichs im Jahre 1949 waren folgende Mitglieder Vorsitzende des Verbandes:
- 1949–1962 Christian M. Nebehay
- 1962–1970 Ingo Nebehay
- 1970–1976 Michael Krieg
- 1976–1985 Werner Taeuber
- 1985–2000 Hansjörg Krug
- 2000–2003 Hans-Dieter Paulusch
- 2003–2012 Norbert Donhofer
- 2012–2015 Dieter Tausch[2]
- 2015–2024 Michael Steinbach[3]
- seit Mai 2024 Robert Schoisengeier

Gemäß den Satzungen des Verbandes wird der Vorstand alle drei Jahre neu gewählt.

## Mitgliedschaften
Als Fachverband ist der VAÖ unter anderem Mitglied des Hauptverbandes des österreichischen Buchhandels und ist nationale Vertretung im weltweiten Dachverband Internationale Liga der Antiquare (ILAB).

## Tätigkeiten, Messen
Der Verband führt Weiterbildungsseminare im Bereich Rara-Buchhandel durch. Er ist seit 2008 mit Beginn der österreichischen Buchmesse BUCH WIEN in einer eigenen Sektion vertreten.